# Paranthrenopsis
Paranthrenopsis är ett släkte av fjärilar. Paranthrenopsis ingår i familjen glasvingar.
Kladogram enligt Catalogue of Life:
| Paranthrenopsis | \| \| Paranthrenopsis editha \| \| \| \| \| \| Paranthrenopsis harmandi \| \| \| \| \| \| Paranthrenopsis pogonias \| \| \| \| |
|                 | \| \| Paranthrenopsis editha \| \| \| \| \| \| Paranthrenopsis harmandi \| \| \| \| \| \| Paranthrenopsis pogonias \| \| \| \| |
|                 | Paranthrenopsis editha |
|                 | |
|                 | Paranthrenopsis harmandi |
|                 | |
|                 | Paranthrenopsis pogonias |
|                 | |